# Salih Dżuma
Saih Dżuma, Saleh Gomaa (arab. صالح جمعة, Ṣāliḥ Jumʿah; ur. 1 sierpnia 1993 w Al-Arisz) – egipski piłkarz grający na pozycji środkowego pomocnika. Od 2015 jest zawodnikiem klubu Al-Ahly.

## Kariera klubowa
Swoją karierę piłkarską Dżuma rozpoczął w klubie ENPPI Club. W 2010 roku awansował do kadry pierwszego zespołu. 19 kwietnia 2011 zadebiutował w lidze egipskiej w zremisowanym 0:0 domowym meczu z Ismaily SC. W sezonie 2010/2011 zdobył z ENPPI Puchar Egiptu.
Na początku 2014 roku Dżuma został wypożyczony do portugalskiego CD Nacional. Zadebiutował w nim 20 stycznia 2014 w zremisowanym 2:2 domowym meczu z GD Estoril-Praia. W lipcu 2015 powrócił do Egiptu i został zawodnikiem stołecznego Al-Ahly.
| Sezon   | Klub        | Kraj       | Rozgrywki     | Mecze | Bramki |
| ------- | ----------- | ---------- | ------------- | ----- | ------ |
| 2010/11 | ENPPI Club  | Egipt      | I liga        | 9     | 0      |
| 2011/12 | ENPPI Club  | Egipt      | I liga        | 8     | 0      |
| 2012/13 | ENPPI Club  | Egipt      | I liga        | 1     | 0      |
| 2013/14 | ENPPI Club  | Egipt      | I liga        | 2     | 1      |
| 2013/14 | CD Nacional | Portugalia | Primeira Liga | 13    | 1      |
| 2014/15 | CD Nacional | Portugalia | Primeira Liga | 23    | 1      |
| 2015/16 | Al-Ahly     | Egipt      | I liga        | 18    | 2      |
| 2016/17 | Al-Ahly     | Egipt      | I liga        | 14    | 4      |
| 2017/18 | Al-Ahly     | Egipt      | I liga        | 2     | 0      |

- Stan na 22 listopada 2017

## Kariera reprezentacyjna
W 2011 roku Dżuma zagrał na Mistrzostwach Świata U-20. W 2013 roku wraz z reprezentacją Egiptu U-20 wywalczył mistrzostwo Afryki U-20. W 2012 roku zagrał z kadrą olimpijską na Igrzyskach Olimpijskich w Londynie.
W dorosłej reprezentacji Egiptu Dżuma zadebiutował 8 października 2011 roku w wygranym 3:0 meczu kwalifikacji do Pucharu Narodów Afryki 2012 z Nigrem, rozegranym w Kairze.